# Marco Barbo
Marco Barbo (Venezia, 22 aprile 1420 – Roma, 2 marzo 1491) è stato un cardinale e patriarca cattolico italiano, patriarca di Aquileia dal 1470 alla morte.

## Biografia
Proveniente da una delle maggiori famiglie veneziane, Marco Barbo era figlio di Marino di Marco e Filippa della Riva. Era inoltre parente di papa Paolo II.
Fu creato cardinale proprio da Paolo II il 18 settembre 1467, anche se sembra che il papa lo avrebbe voluto cardinale già nel primo concistoro del 1464. Ricevette il titolo di San Marco, lasciato vacante proprio dal papa.
Nel 1470 fu promosso patriarca di Aquileia, dove però non risiedette, data la sua impossibilità di lasciare la curia. Governò il Patriarcato mediante il vicario Angelo Fasolo, vescovo di Feltre. L'anno successivo gli fu offerta la diocesi di Verona, ma preferì declinare l'offerta.
Dopo la morte di Paolo II, nel 1471, Marco ne commissionò il monumento funebre a Mino da Fiesole.
È sepolto nella basilica di San Marco Evangelista al Campidoglio in Roma.

## Successione apostolica
La successione apostolica è:
- Vescovo John Balfour (1465)
- Vescovo Pietro Barozzi (1471)
- Vescovo Michele Orsini (1475)

## Opere
- (LA) Instrumentum monitorium contra Johannes Vridach, Johannes von Sommeren, Komtur von Reval et sociis, Lübeck, Matthäus Brandis, 1490.